# Johan Günther II van Schwarzburg-Sondershausen
Johan Günther II (Sondershausen, 3 mei 1577 - Arnstadt, 16 december 1631) was van 1586 tot zijn dood graaf van Schwarzburg-Sondershausen.

## Biografie
Günther XLII was een zoon van graaf Johan Günther I van Schwarzburg-Sondershausen (1532-1586) en Anna (1539-1579), een dochter van Anton I van Oldenburg.
Toen hun vader overleed waren Johan Günther II en zijn broers nog minderjarig. Van 1586 tot 1594 stond hij onder voogdij van zijn ooms Johan VII en Anton II van Oldenburg, die ook als regenten van Schwarzburg-Sondershausen optraden.
Daarna regeerde Johan Günther II regeerde samen met zijn broers Günther XLII, Anton Hendrik en Christiaan Günther I. De regeringstaken lagen grotendeels in handen van Anton Hendrik.
Johan Günther II bleef ongehuwd.